# Andrew Kreisberg

Andrew Kreisberg é um escritor e produtor da TV Americana. Seu primeiro trabalho foi em Mission Hill. Depois, começou a escrever para seriados animados como Liga da Justiça, The Simpsons, Hope e Faith e Boston Legal.

## Filmografia

### Produtor
- Eli Stone (supervisor de produção) - 12 episódios, 2008.
- The Weeding Bells (supervisor de produção - 3 episódios, 2007.
- Boston Legal' (produtor) - 38 episódios, 2005-2007.
- Cometa Halley (produtor executivo) -  2005.
- Hope e Faith (co-produtor) - 14 episódios, 2003-2004.
- Arrow - 2012-2017.
- The Flash - 2014-2017.

### Escritor
- Eli Stone - 3 episódios, 2008.
- Boston Legal - 8 episódios, 2005-2007.
- Cometa Halley - escritor, 2005.
- Hope e Faith - 1 episódio, 2004.
- The Simpsons - 2 episódios, 2002-2003.
- Liga da Justiça - 2 episódios, 2002.
- Mission Hill - 1999 (episódios desconhecidos).